# Martina Accola
Martina Accola (ur. 8 marca 1969 w Davos) – szwajcarska narciarka alpejska.

## Kariera
W zawodach Pucharu Świata zadebiutowała 30 listopada 1991 roku w Lech, gdzie nie zakwalifikowała się do pierwszego przejazdu w slalomie. Pierwsze punkty wywalczyła 12 stycznia 1992 roku w Schruns, gdzie zajęła 21. miejsce w tej samej konkurencji. Na podium zawodów tego cyklu pierwszy raz stanęła 27 listopada 1994 roku w Park City, kończąc rywalizację w slalomie na drugiej pozycji. W zawodach tych rozdzieliła swą rodaczkę, Vreni Schneider i Kristinę Andersson ze Szwecji. W kolejnych startach jeszcze jeden raz stanęła na podium: 2 lutego 1997 roku w Laax zajęła trzecie miejsce w slalomie. W sezonie 1995/1996 zajęła 20. miejsce w klasyfikacji generalnej, a w klasyfikacji slalomu była siódma.
Wystartowała na igrzyskach olimpijskich w Lillehammer w 1994 roku, gdzie zajęła 17. miejsce w slalomie. Podczas rozgrywanych cztery lata później igrzysk w Nagano w tej samej konkurencji była siódma. Zajęła też między innymi jedenastą pozycję w slalomie na mistrzostwach świata w Sierra Nevada w 1996 roku.
Jej brat, Paul Accola, również uprawiał narciarstwo alpejskie.

## Osiągnięcia

### Igrzyska olimpijskie
| Miejsce | Dzień     | Rok  | Miejscowość | Konkurencja | Czas biegu | Strata | Zwyciężczyni    |
| ------- | --------- | ---- | ----------- | ----------- | ---------- | ------ | --------------- |
| 17.     | 26 lutego | 1994 | Lillehammer | Slalom      | 1:56,01    | +4,02  | Vreni Schneider |
| 7.      | 19 lutego | 1998 | Nagano      | Slalom      | 1:32,40    | +1,72  | Hilde Gerg      |

### Mistrzostwa świata
| Miejsce | Dzień     | Rok  | Miejscowość   | Konkurencja | Czas biegu | Strata | Zwyciężczyni       |
| ------- | --------- | ---- | ------------- | ----------- | ---------- | ------ | ------------------ |
| 19.     | 9 lutego  | 1993 | Morioka       | Slalom      | 1:27,66    | +3,68  | Karin Buder        |
| 11.     | 24 lutego | 1996 | Sierra Nevada | Slalom      | 1:31,46    | +2,20  | Pernilla Wiberg    |
| 19.     | 5 lutego  | 1997 | Sestriere     | Slalom      | 1:43,88    | +5,65  | Deborah Compagnoni |

### Puchar Świata

#### Miejsca w klasyfikacji generalnej
- sezon 1991/1992: 95.
- sezon 1992/1993: 54.
- sezon 1993/1994: 47.
- sezon 1994/1995: 41.
- sezon 1995/1996: 22.
- sezon 1996/1997: 35.
- sezon 1997/1998: 42.

#### Miejsca na podium
1. Park City – 27 listopada 1994 (slalom) – 2. miejsce
2. Laax – 2 lutego 1997 (slalom) – 3. miejsce